# 內雙溪
內雙溪位於台灣北部，屬於淡水河水系，為外雙溪的源流，流域分佈於台北市士林區東部。

## 簡介
主流發源於陽明山山脈擎天崗附近，向南流經新圳頭、車丁腳、內雙溪（地名），後轉向西南流，經礁坑至明德樂園與右側流入之菁礐溪（碧溪）會合後，始稱為外雙溪。內雙溪中游有聖人瀑布（半山泉），規模頗大，與帕米爾公園都為旅遊勝地；其支流有內厝溪以及內雙溝溪。

## 跨越之橋樑
- 內雙溪橋
- 至善二號橋
- 內雙溪二號橋
- 碧溪橋
- 楓林橋
- 聖人橋
- 車登腳橋
- 田尾仔橋
- 桃仔腳橋